# Temporada 2016 del Campeonato de España de Rally de Tierra
La temporada 2016 fue la 34.º edición del Campeonato de España de Rally de Tierra. Comenzó el 26 de febrero en el Rally Tierras Altas de Lorca y terminó el 26 de noviembre en el Rally Ciudad de Pozoblanco.

## Calendario
| N.º | Fecha              | Prueba                                      |
| --- | ------------------ | ------------------------------------------- |
| 1   | 27-28 de febrero   | 5.º Rally Tierras Altas de Lorca            |
| 2   | 8-9 de abril       | 2.º Rally de Tierra Circuito de Navarra     |
| 3   | 27-28 de marzo     | 3.º Rallye Terras do Mandeo                 |
| 4   | 24-25 de junio     | 4.º Rally de Tierra del Bierzo              |
| 5   | 2-3 de septiembre  | 17.º Rally Ciutat de Cervera                |
| 6   | 7-8 de octubre     | 7.º Rally de Tierra Norte de Extremadura    |
| 7   | 21-22 de octubre   | 11.º Critérium de Málaga - Rallye de Tierra |
| 8   | 25-26 de noviembre | 4.º Rallye Ciudad de Pozoblanco             |

## Equipos
| Equipo                | Vehículo                       | Piloto                 | Copiloto                   | Rondas           |
| Equipos privados      | Equipos privados               | Equipos privados       | Equipos privados           | Equipos privados |
| --------------------- | ------------------------------ | ---------------------- | -------------------------- | ---------------- |
|                       | Citroën DS3 R5                 | Alexander Villanueva   | Óscar Sánchez              | 1-8              |
| Escudería Urraki      | Mitsubishi Lancer Evo X        | Jorge del Cid          | Rodrigo Sanjuan de Eusebio | 1                |
| Escudería Urraki      | Mitsubishi Lancer Evo X        | Jorge del Cid          | Nerea Odriozola Sagarna    | 2-8              |
| Canarias Sport Club   | Mitsubishi Lancer Evo IX       | Marcos González Espino | Eduardo González Delgado   | 1-8              |
| Moto Club Igualada    | Fiat Abarth Grande Punto S2000 | Josep Basols           | Jordi Mercader             | 1-2              |
| Moto Club Igualada    | Citroën DS3 R5                 | Josep Basols           | Jordi Mercader             | 4-8              |
| RMC Motorsport        | Ford Fiesta R5+                | Carlos Aldecoa         | Javier Goikoetxea          | 1-8              |
| Escudería Lagun Artea | Mitsubishi Lancer Evo X        | Gorka Eizmendi         | Haritz Olasagasti          | 1-6, 8           |
| Escudería Lagun Artea | Mitsubishi Lancer Evo X        | Gorka Eizmendi         | Diego Sanjuan de Eusebio   | 7                |
| Escudería Ourense     | Peugeot 208 R2                 | Javier Pardo Siota     | José Vieitez Ferradáns     | 1-6, 8           |

## Clasificación

### Campeonato de pilotos
| Pos. | Piloto                 | 1  | 2   | 3   | 4   | 5   | 6   | 7   | 8   | Puntos |
| ---- | ---------------------- | -- | --- | --- | --- | --- | --- | --- | --- | ------ |
| 1.   | Alexander Villanueva   | 3  | 2   | 2   | 1   | 19  | 1   | 1   | 1   | 227    |
| 2.   | Jorge del Cid          | 1  | Ret | Ret | 2   | 1   | 4   | 4   | 4   | 175    |
| 3.   | Marcos González Espino | 2  | Ret | Ret | 4   | 4   | 3   | 7   | 3   | 153    |
| 4.   | Josep Basols           | 9  | 13  |     | 3   | 2   | 2   | 2   | Ret | 140    |
| 5.   | Carlos Aldecoa         | 8  | 3   | 3   | Ret | 8   | 6   | ?   | 5   | 132    |
| 6.   | Gorka Eizmendi         | 12 | 5   | 4   | 6   | Ret | 8   | 9   | 7   | 129    |
| 7.   | Javier Pardo Siota     | 16 | 8   | 9   | 7   | 9   | 12  |     | 6   | 101    |
| 8.   | Eduard Forés           | 11 | Ret | 8   | Ret | 6   | 7   | 8   | Ret | 85     |
| 9.   | Juan Carlos Quintana   | 10 | 7   | 5   | Ret | 11  | 10  | Ret | Ret | 79     |
| 10.  | David Quijada          | 7  | 4   | Ret |     | 13  | Ret | 6   | Ret | 73     |

### Copa de copilotos
| Pos. | Copiloto                 | Puntos |
| ---- | ------------------------ | ------ |
| 1.   | Óscar Sánchez            |        |
| 2.   | Eduardo GOnzález Delgado |        |
| 3.   | Nerea Odriozola Sagarna  |        |
| 4.   | Jordi Mercader           |        |
| 5.   | Javier Goikoetxea        |        |
| 6.   | Haritz Olasagasti        |        |
| 7.   | José Vieitez Ferradáns   |        |
| 8.   | David Uson Castells      |        |
| 9.   | Ariday Bonilla           |        |
| 10.  | Vanessa Valle            |        |

### Campeonato de marcas
| Pos. | Marca      | Puntos |
| ---- | ---------- | ------ |
| 1.   | Mitsubishi | 399    |
| 2.   | Renault    | 71     |
| 3.   | SEAT       | 24     |
| 4.   | Suzuki     | 21     |

### Copa propulsión trasera (RWD)
| Pos. | Piloto                   | Puntos |
| ---- | ------------------------ | ------ |
| 1.   | Francisco García Caridad | 35     |
| 2.   | Alex Sabater             | 35     |

### Trofeo grupo N
| Pos. | Piloto                  | Puntos |
| ---- | ----------------------- | ------ |
| 1.   | Gorka Eizmendi          | 224    |
| 2.   | Édgar Vigo              | 171    |
| 3.   | Juan Luis Amador        | 163    |
| 4.   | Eduard Fores            | 157    |
| 5.   | Juan Carlos Quintanilla | 150    |

### Trofeo júnior
| Pos. | Piloto                    | Puntos |
| ---- | ------------------------- | ------ |
| 1.   | Javier Pardo Siota        | 217    |
| 2.   | Marcos González           | 210    |
| 3.   | Christine Giampaoli Zonca | 82     |
| 4.   | Víctor Grasa Royo         | 75     |
| 5.   | Elba Mirlinda Correa      | 57     |

### Trofeo vehículos históricos
| Pos. | Piloto                  | Puntos |
| ---- | ----------------------- | ------ |
| 1.   | Alejandro Sierra Martín | 135    |
| 2.   | Javier García           | 35     |
| 3.   | Agustín Álvaro          | 35     |
| 4.   | Álex Sabater            | 35     |

### Trofeo pilotos femenino
| Pos. | Piloto                    | Puntos |
| ---- | ------------------------- | ------ |
| 1.   | Christine Giampaoli Zonca | 105    |
| 2.   | Elba Mirlinda Corea       | 65     |

### Trofeo vehículos dos ruedas motrices
| Pos. | Piloto                  | Puntos |
| ---- | ----------------------- | ------ |
| 1.   | Javier Pardo Siota      | 230    |
| 2.   | Rodolfo Suárez          | 144    |
| 3.   | José Manuel Mora        | 124    |
| 4.   | David Rivas Fuentes     | 117    |
| 5.   | Manuel Gómez-Manzanilla | 109    |

### Copa España de conductores
| Pos. | Piloto               | Puntos |
| ---- | -------------------- | ------ |
| 1.   | Javier Pardo Siota   | 230    |
| 2.   | Rodolfo Suárez       | 147    |
| 3.   | José Manuel Mora     | 124    |
| 4.   | David Rivas Fuentes  | 117    |
| 5.   | Unai García González | 111    |

### Mitsubishi Evo Cup Tierra
| Pos. | Piloto           | Puntos |
| ---- | ---------------- | ------ |
| 1.   | Jorge del Cid    | 56     |
| 2.   | Marcos González  | 50     |
| 3.   | Eduard Forés     | 32     |
| 4.   | Juan Luis Amador | 28     |
| 5.   | David Quijada    | 22     |
| 6.   | Roberto Rozada   | 15     |
| 7.   | Gustavo Sosa     | 9      |
| 8.   | Jorge Gutiérrez  | 8      |
| 9.   | Víctor Tirado    | 7      |
| 10.  | Alfredo Sal      | 6      |